# Партизанская бригада им. Яна Жижки – Пола

Теодор Пола — командир словацкой партизанской бригады

Партизанская бригада им. Яна Жижки — Пола была сформирована и воевала в период Словацкого национального восстания с сентября 1944 г. по апрель 1945 г.
Во время второй мировой войны воевали три партизанские бригады им. Яна Жижки, две из них в Чехословакии и одна в Югославии. Партизанская бригада во главе с Теодором Полом сражалась в основном в Стражовских горах, 1-й чехословацкая партизанская бригада Яна Жижки под командованием Яна Ушиака воевала в Моравии, в области Всетина и Валахии. Партизанская бригада Яна Жижки под командованием Теодора Пола была сформирована из партизанских отрядов и групп, которые были созданы перед и после начала Словацкого народного восстания (далее СНВ) в основном в области Угровца и Злиехова. В области Угровец партизанская группировка состояла в основном из советских военнопленных, бежавших из немецких концентрационных лагерeй, деятельность бригады обеспечивал областной комитет Коммунистической партии, базирующийся в Угровце. Возглавлял его Ян Репка. Он готовил антифашистское восстание вместе с организациями Коммунистической партии на Верхней Нитре, возглавляемое Альбином Грзнаром начиная с осени 1943 года.

## Начало Словацкого национального восстания
На основании сообщений о прибытии немецких войск в Словакию Ян Голиан в 8 часов вечера, выступил в эфире 29 августа 1944 года с сигналом «Начните выселение!». По его мнению, повстанческая армия перешла в открытый бой. Официальная информация об оккупации Словакии была предоставлена тогдашним министром обороны Фердинанд Чатлош 29 августа 1944 года после 19:00 по радио Братиславы. Он выступил с речью, в которой опорочил партизан, и в конце призвал «чтобы каждый храбрый солдат и каждый храбрый словак повсюду приветствовал немецкую армию как наших союзников, и действенно им помогал». Эта речь вселила неуверенность среди солдат и вызвала колебания в гарнизонах. В центральном Поважьи на сторону восставших перешли только пилоты аэродрома в г. Пиештяны и частично гарнизон в Новом-Месте-над-Вагом. Гарнизон в г. Тренчин организованно покинули только некоторые группы, например, отряд лейтенанта Александра Словака, который стал основой партизанского отряда в Злиехове и Валашской-Беле. Две машины с грузом и солдатами покинули экипаж в городке Тренчианске-Теплице. Из гарнизона в Горне-Мотешице в ответ на партизанский призыв часть военных присоединилась к восстанию, часть осталась, чтобы содержать лошадей на конезаводе. В первый же день СНВ были ликвидированы еврейские трудовые лагеря в Дубнице-над-Вагом, многие из заключенных этих лагерей вступили в 1-й чехословацкий корпус в Словакии и в партизанские отряды. Немецкие солдаты, охранявшие завод в Дубнице-над-Вагом не позволили рабочим выйти на работу, производство остановилось на несколько дней. Этот период в основном использовали угнанные на принудительные работы рабочие из Чехии и Франции, чтобы перейти на сторону восставших. Немецкие войска, пришедшие из Австрии и Моравии, 2 сентября 1944 года без боя оккупировали Пиештяны, Нове-Место-над-Вагом и Тренчин. Разоружили оставшихся солдат и заняли все военные объекты, склады, почтовые отделения и железнодорожные пути. На Верхней Нитре гарнизоны в Топольчанах и Земянских-Костолянах перешли на сторону СНВ и стали самой важной силой в защите территории восставших от полка СС Шилл, который атаковал от города Нитра в направлении города Приевидза. Склады в Земянских-Костолянах были источником вооружения для формирующихся партизанских отрядов. Первые бои восставшие приняли возле деревни Мытна-Нова-Вес 3 сентября 1944 года, а затем заняли оборону возле г. Топольчаны. После прорыва обороны заняли оборону на линии Скачаны — Навоёвце -Вельке- и Мале-Биелице — Бродзаны — Мале-Угерце, где боевые действия продолжались до 13 сентября 1944 года, когда оборона была прорвана и полк Шилл занял города Новаки и Приевидзу.

## Восставшие заняли городБановце-над-Бебравоу
Партизанские отряды, состоящие из жителей Угровской долины и деревни Миезговце, вошли в город Угровец утром 30 августа 1944 года и после вооружения оружием из Земянских-Костолян вместе с партизанами из Слатинской долины, в основном из Подлужан, во второй половине дня вошли в город Бановце над Бебравоу. Командирами были заместитель начальника жандармерии Микулаш Ауески из Миезговец и советский офицер Иван Часнык. Начальник окружной жандармерии Минарик попытался перед приближающимися партизанами организовать оборону при помощи подразделений глинковской гвардии, но обнаружил, что у них не хватает оружия, и они отказываются воевать. Тем временем партизаны вошли в город. Миезговчане с юго-востока заняли перекресток дорог на город Топольчаны и подошли к железнодорожной станции, напротив к ним с запада по дороге и по путям двигался отряд из Подлужан, который ранее занял железнодорожную станцию в Озоровцах. Основной поток партизан направлялся по долине вдоль речушки Радиша и по дороге к центру города Бановце-над-Бебравоу, они заняли муниципальный дом, почту, районную администрацию, жандармерию, склады глинковской гвардии, разоружили гвардейцев и жандармов. На важных географических точках повстанцы выставили патрули. Они удерживали железнодорожную трассу Тренчин — Топольчаны, соединительную трассу Тренчин — Зволен, и укрепили их. Другая группа из Подлужан контролировала дорогу Бобот — Мотешице и разоружала солдат, которые отказывались воевать. В городе Бановце-над-Бебравоу останавливались солдаты, которые дезертировали из частей в городах Пиештяны, Нове-Место-над-Вагом и Тренчин, а также девушки и парни из Моравии и Чехии, которых угнали на работы в город Дубница-над-Вагом, и те, кто перешел границу Протектората. По просьбе начальника округа для подавления партизан направили воинскую часть из Тренчина, но она присоединилась к партизанам. Во всем округе Бановце-над-Бебравоу было объявлено о восстановлении Чехословацкой республики, к власти пришел окружной революционный национальный комитет во главе с Яном Репкой и объявил мобилизацию. Партизаны заняли весь район. В Угровец приехал министр обороны Фердинанд Чатлош, который там сдался партизанам. Его отправили в город Банска Быстрица. Боевые действия против фашистских захватчиков в районе Бановце-над-Бебравоу начались 10 сентября в Рыбанах. Из-за нехватки сил и ресурсов у повстанцев большая часть местных партизанских отрядов была откомандирована для обороны участка Скачаны — Вельке и Мале-Биелице — Бродзаны — Мале-Угерце, где они сражались до 13 сентября 1944 года, когда оборона была прорвана. Часть партизан вернулась в Угровскую долину, другие продолжали сражаться в 1-м чехословацком корпусе в Словакии. Город Бановце-над-Бебравоу несколько раз был оккупирован немецко-фашистскими войсками, а с 13 сентября в качестве гарнизона сюда прибыла немецкая лётная школа из города Малацки. Город Бановце-над-Бебравоу был оккупирован немецко-фашистскими войсками, а в окрестных деревнях преобладали партизаны, штаб-квартира которых находилась в Угровской долине.

## Создание партизанской бригады им. Яна Жижки (ПБЯЖ)
Партизанская организаторская группа под командованием Теодора Пола была десантирована по приказу штаба партизанского движения в Киеве в ночь с 27 на 28 августа 1944 года у деревни Склабиня в районе Мартина на базу командира партизанского отряда Величко. Её первоначальной задачей было перейти на территорию Моравии с возможностью действий около Моравской Остравы и организовать там партизанское движение. Пройдя через Мартинские холмы, они пришли к Фачкову вечером 4 сентября 1944 года, и встретились здесь с Каролом Бацилком, который им объяснил ситуацию и попросил их войти в Бановце-над-Бебравоу и объединили местные партизанские отряды и подразделения словацкой армии, которые покинули поважские гарнизоны. На этом основании в Угровец приехала организационная группа. На переговорах с командирами партизанских отрядов договорились о создании партизанской бригады под единым командованием. С согласия партизанского штаба в Киеве 20 сентября 1944 года партизанские отряды были сформированы в партизанскую бригаду Яна Жижки. Таким образом, партизанское движение в этом регионе получило прочную организационную базу, военную дисциплину и координацию действий. Партизанское движение имело связь или установило её с соседними партизанскими отрядами и могло координировать свои боевые действия между собой. Благодаря своей радиостанции партизаны имели регулярную связь с Украинским штабом партизанского движения в Киеве. На момент своего создания в бригаде числилось 900 бойцов. Кроме того, Окружной революционный национальный комитет и Окружной комитет Коммунистической партии Словакии имели в каждом населенном пункте группу из 20-30 вооруженных добровольцев, которые стояли на страже порядка, служили связными для отдельных партизанских отрядов, а также выполняли функции разведки в своем районе. На территории, где вначале воевала партизанская бригада Яна Жижки, было 22 населенных пункта, в которых была провозглашена Чехословацкая республика. Здесь прекратил работу аппарат фашистского словацкого государства — нотариаты, жандармерия, правительственные представители, никто не выполнял постановления государственных и политических органов и организаций, перестала существовать Словацкая народная партия Глинки, глинковская гвардия и союз глинковской молодежи.
Граждане соблюдали правила первичных организаций и ячеек КПС и выполняли приказы революционных национальных комитетов. Они стали рассматривать партизан как свою вооруженную силу и оказывать им всевозможную материальную помощь, даже ценой собственной жизни и жизни своих близких, как выяснилось позже.

## Организация партизанской бригады Яна Жижки

### Командование бригады
Командиром бригады был Теодор Пола из Опавы, первым заместителем был Герой Советского Союза Дмитрий Резуто, вторым заместителем был Арношт Крпец (псевдоним Вацлав), член испанских интербригад из Остравы, комиссаром был Штефан Кашчак из Буковец, начальником штаба был Герой Советского Союза Всеволод Иванович Клоков из Киева, начальником медицинской службы был Александр Тараканов из Москвы и другие.

### Роты бригады
1-я рота. Командир Иван Климеш Романов до 30 сентября 1944 года (освобожден от должности, Сухотин Борис с 30 сентября 1944 года до 4 октября 1944, когда погиб), комиссар: Седларж Владимир, начальник штаба: Курлеев Александр. Рота была сформирована 15 сентября 1944 года. Территория действия: Мотешице, Тренчианске-Теплице, Слатина-над-Бебравоу.
2-я рота. Командир Лиско Томаш, комиссар — Турек Юлиус, начальник штаба — Макаровский Иван. Рота была сформирована 13 сентября 1944 года. Оперативным районом действия был Угровец и его окрестности.
3-я рота. Командир Жалман Владимир, комиссар -Ганзелова-Кацова Эдита (после её гибели — Ганзел Вильям (Рогачек)), начальник штаба — Самонов Алексей. Рота была сформирована 15 сентября 1944 года. Рота обороняла город Тренчин, Тренчианске-Ястрабие. По приказу штаба 14 октября роту передислоцировали в расположение деревни Златники, а оттуда в горы Поважского Иновца, которые и стали её оперативным районом.
4-я рота. Командир Долный Павол, комиссар — Гелина, начальник штаба — Дюрачка Ондрей. Учебная рота.
5-я рота. Командир — Кочкар Франтишек, комиссар — Гогола Марцел, начальник штаба — Айдаров. Рота была сформирована 10 сентября 1944 года. Оперативным районом действия была Валаска-Бела.
6-я рота. Командир — Словак Александр, командир штаба — Станко Василь. Рота была сформирована 8 сентября 1944 года. Оперативным районом действия был Злиехов.
7-я рота. Командир — Бухел Штефан, заместитель — Бахар Самуэл. Рота была сформирована 29 сентября 1944 года. Оперативным районом действия была область от Бановце-над-Бебравоу до Тренчианске-Ястрабие. Подлужианска, штаб Подлужаны — Злобины.
8-я рота. Командир — Масарык Михал, комиссар — Ковачик Михал, начальник штаба — Држинек Цирил. Оперативным районом действия была область Миезговце — Высочаны — Правотице — Бановце-над-Бебравоу.
Штаб бригады уже при составлении боевых рот создал такие условия для каждой роты, чтобы каждая рота выполняла задачи в определённой области и, таким образом, обеспечила естественную защиту Угровской долины, где были сосредоточены органы управления, то есть революционный районный национальный комитет и райком КПС. В долине располагался штаб бригады и здесь были сосредоточены необходимые запасы продовольствия, снаряжения и частично вооружения и медикаментов. Бригада издавала отдельный партизанский журнал «Партизанский журнал», редактором которого был Войтех Денеш Долинский.
Начальник штаба командования 1-го чехословацкого корпуса Юлиус Носко Архивная копия от 27 сентября 2020 на Wayback Machine в своем донесении в главный штаб партизанскиx отрядoв в Словакии утверждает, что в Стражовских горах действует партизанская группировка, которая выполняет следующие задачи:
* охранять долину реки Ваг на участке Тренчианска-Турна, Поважска Быстрица и все проезды, ведущие из этой области в долину реки Нитра, в направлении Тренчианска-Турна, Тренчианске-Теплице, Илава и Поважска Быстрица.
* частыми нападениями атаковать силы врага на всех дорогах данного направления, особенно в долине реки Ваг.
Кроме представителей словаков (из Миезговской, Угровской и Слатинской долин), чехов и русских в бригаде сражались украинцы, поляки, югославы, болгары, венгры, французы и немцы.

## Диверсионные операции и бои бригады
Диверсионные операции проводились на железнодорожной линии Нове-Место-над-Вагом — Поважска Быстрица и на линии Тренчин — Хинораны. Атаковали немецкие колонны, которые направлялись из Тренчина и Тренчианских-Теплиц в направлении города Новаки. Бригада также выполняла другие задачи, такие как обеспечение перехода сбитых американских и английских пилотов через территорию, контролируемую бригадой, в город Банска Быстрица, такие операции осуществлялись до оккупации аэродрома Три Дуба. Три пилота, которые были сбиты позже, были прикреплены к штабу до освобождения. Партизаны несколько раз атаковали немецкий гарнизон в Бановце-над-Бебравоу, эти нападения служили для пополнения запасов оружия, продовольствия и главным образом лекарств.
Часть солдат, в основном из Злиехова, после оккупации Турца присоединилась к боевым частям в центральной Словакии.
На их место пришли новые гражданские добровольцы. Обучение в роте под командованием Павла Долного продолжалось, но небольшие группы продвинулись для выполнения частичных боевых задач в более отдаленные районы Поважья и Понитрия вместе с минёрами, подготовленными Дмитрием Резутом, Йозефом Саганом и Штефаном Алушиком. Для минёров эти группы осуществляли боевую защиту.
Поход через Махнач возле Тренчианских-Теплиц)] был для немецких войск очень трудным, говорилось, что «на Махначе стреляет каждое дерево».
Самый большой открытый бой с немецкими фашистами произошел 4 октября 1944 года у Летнего Майера около Мотешиц, когда несколько рот преградили проход немецкой колонны, которая направлялась в Бановце. В бою за дорогу на Мотешице партизаны потеряли десять человек убитыми и семнадцать были ранены. Фашисты понесли гораздо большие потери. После войны в городе Тренчианске-Теплице насчитывалось 189 могил немецких солдат. На поле боя у Летнего Майера остались шесть грузовиков и один легковой автомобиль, много снаряжения, боеприпасов и других материалов.
Немецкое командование реагировало на действия бригады 18 октября отреагировало сосредоточенной атакой на Слатинскую долину из Валаской-Белой через Чиерну Леготу и из Мотешиц и Тиморадзы через Красну Вес, Слатинка-над-Бебравоу, откуда они вытеснили 9-й батальон бригады, который отступил в Требиxаву.
В конце октября партизаны захватили архив президента военного словацкого государства Йозефа Тисо в поместье Мотешице. Командование попыталось переправить найденный материал за линию фронта, но из-за постоянно неблагоприятной погоды и неблагоприятных боевых условий командование решило архив спрятать. Документы из этого архива, которые подтверждали осведомленность государства о ликвидации евреев в концентрационных лагерях, были использованы в судебном процессе против марионеточного военного режима словацкого государства в 1947 году.
Удалось также захватить личный автомобиль президента Йозефа Тисо. Успешной была и диверсионная операция 1 ноября 1944 года по взрыву вагонов электрички на трассе Тренчианске-Теплице — Тренчианска-Тепла, которую остановили партизаны, чтобы вышли пассажиры, которые ехали на работу на оружейный завод, потом электричку заминировали и взорвали. В городе Тренчианске-Теплице находился немецкий гарнизон, а Тренчианска-Тепла была сильно укреплена, обеспечивая противовоздушную оборону оружейного завода в Дубнице-над-Вагом. В ответ на эти действия карательный отряд «Йозеф», расположенная в Тренчианске-Теплице под командованием Вернера Павловского, подготовила бесчеловечную акцию. Выдавая себя за повстанцев, они 7 ноября 1944 года пришли в Шипков. Им удалось убедить двух братьев Алоиза и Яна Голых в том, что они являются повстанческими солдатами, отступавшими из Банской Быстрицы. Братья достали для них машину и продовольствие, и привели их в салаш Лупенице, где находились партизаны. После допросов и пыток братьев Голых в салаше Лупенице расстреляли выстрелом в затылок. Точно так же они расстреляли и партизан, захваченных там. Поскольку они не хотели иметь очевидцев преступления, они убили пятерых чабанов из Шипкова, которые были в то время в салаше. Тела всех расстрелянных сложили в салаше, который заминировали. На другой день приказали жителям Шипкова, чтобы тела расстрелянных захоронили. При входе в салаш мина взорвалась и убила людей. Во время похорон жертв члены карательного отряда «Йозеф» захватили других жителей Шипкова. допрашивали их в доме братьев Голых. Часть людей отвезли в тюрьму в Тренчине, а четырёх человек закрыли в шкафах, обложили соломой и сожгли живьем. В Шипкове в общей сложности погибло 19 жителей деревни и четверо партизан.

## Революционные национальные комитеты
Наряду с освобождением территорий были созданы национальные комитеты для управления освобожденной территорией вплоть до её оккупации в конце ноября. И даже после оккупации в некоторых деревнях национальные комитеты не прекратили свою деятельность. Во многих муниципалитетах члены комитетов были также председателями Революционных национальных комитетов. Они в значительной мере занимались жизнеобеспечением партизан. Примерами могут служить земельная реформа в большом поместье в Шишове, изготовление лодок для переправы через реку Ваг партизан и повстанцев, так как мосты через Ваг охранялись немцами. Изготовлением лодок занимались в деревнях Духонка, в Златниках в Белой Буковине, Мале-Госте, Подградии, Прашице. Национальные комитеты обеспечивали снабжение партизан продовольствием, распределение зерна, кожи и тканей, которые партизаны получали со складов. В римско-католическом костёле в деревне Слатина 15 октября 1944 года состоялась партизанская свадьба. VHA PH191,305. В Омастина и Угровске-Подградие были обувные мастерские. Строительство бункеров и баз снабжения осуществляли жители горных сел вместе с партизанами. Раненых и больных лечили в партизанских больницах и госпиталях, которые находились в Угровске-Подградие, Заваде-под-Черным-врхом часть Дупница, в Темеше и в других местах. Там в очень тяжелых условиях проводились сложные операции.

## Фашистские репрессии-сожжение деревень[4]
Фашисты совместно с членами Чрезвычайных отрядов охраны глинковской гвардии жестоко отомстили жителям за поддержку партизан. Готовясь к крупному карательному наступлению, они постепенно сжигали и грабили горные деревни в Угровской долине. 29 октября 1944 года была сожжена и разграблена деревня Мизеговце, всех захваченных жителей отправили в Бановце-над-Бебравоу, откуда вечером отпустили женщин и детей, а 36 мужчин отправили в Нитру, где их допрашивали и пытали в течение двух недель. Через две недели их освободили, но два человека погибли от пыток. Когда жительницы деревни Миезговце, две монахини, просили тогдашнего президента Йозефа Тисо (когда он был священником в Бановце-над-Бебравоу, узники были его прихожанами) об их освобождении, он сказал им, что Бог послал немцев на Миезговчанов как ядовитых змей в отместку за поддержку партизан. Таким образом постепенно сожгли и разграбили Угровец и другие деревни в Угровской долине.карта-Памятные места борьбы с фашизмом Архивная копия от 21 июня 2020 на Wayback Machine

## Продолжение боёв в горах
В начале ноября в район действия бригады подтянулись другие партизанские отряды Первой сталинской партизанской бригады, благодаря которым численность бойцов достигла 1560 регулярных бойцов в боевых и медицинских частях. Кроме того, в деревнях района боевых действий действовало около 500 местных партизан, которые выполняли охранно-информационную службу и сопровождали партизанские отряды при выполнении боевых задач, поэтому 12 ноября 1944 года бригада была преобразована в Партизанский союз. В союзе в таком виде было задействовано 11 батальонов. После карательных операций, которые были успешными только изредка, немецкое командование приняло решение о всеобщем наступлении на партизанскую территорию, которое началось 22 ноября 1944 года. Со всех сторон — со стороны Тренчина, Бановце-над-Бебравоу, Илавы, Новак, Топольчан и Приевидзы можно было наблюдать передвижение многочисленных подразделений немецких войск наряду с артиллерией и бронетехникой. Их основой была немецкая 2-я карательная бригада СС Дирлевангер, которая насчитывала около 4 тысяч человек. В операции участвовали подразделения Чрезвычайных отрядов охраны глинковской гвардии. Одна группа двигалась по направлению из деревни Долне-Вестенице к Янковому вршку и Угровцу. Другая группа продвигалась по Руднянской долине в Валаску-Белу. Было также обнаружено передвижение войск из Бановце-над-Бебравоу в Слатинскую долину. Другие многочисленные немецкие части двигались через деревни от Тренчианске-Теплице к Илаве.
В это время была очень плохой, шел дождь, а в горах снег. Хотя партизанам это немного помогло, главным образом из-за частых туманов, которые затруднили ориентацию немецких войск в горной местности, что позволило подавляющему большинству партизан избежать окружения. Эта операция означала отход основных партизанских сил из Стражовских гор на Иновец. Войска сталинистов, которые пробились из окружения, отошли в Низкие Татры. В последующие дни много партизан продвигались через горы. Они выходили из окружения группами по два-пять человек. Многие после тщетных поисков своего штаба и командира скрылись в одной из окрестных деревень. Основные силы бригады вместе с личным составом около 400 партизан вышли из окружения и пошли по трассе Разделие — Черный Врх — Рокош — Острый Врх — Миезговце — Рыбаны — река Бебрава — Борчаны, это около 32 км по тропам, с возвышением 1797 м (по туристическим оценкам — 8 часов) в очень плохую погоду с дождем и снегом, с полной выкладкой и припасами. В Борчанах они попросили крестьян отвезти их на телегах через Либихаву — Вельке-Госте — Мале-Госте — Златники в Кулгань, куда они добрались 24 ноября 1944 года. Операция длилась до 26 ноября 1944 года и имела серьёзные последствия для партизан. Были значительными и материальные потери, понесенные союзом. Были уничтожены все автомобили, продовольственные склады и другие материалы. Во время операции фашисты тщательно прочесывали каждую деревню, а затем приказали сосредоточить мужское население в возрасте от 16 до 60 лет в школе или корчме. Оттуда их как заключенных и заложников отправили в Бановце-над-Бебравоу и в Приевидзу. В Бановце-над-Бебравоу было отправлено около 800—1000 человек, в Приевидзу 200 человек в Валаской-Белой. Там были сформированы особые комиссии, в которые вошли гестаповцы и члены Чрезвычайных отрядов охраны глинковской гвардии, которые отвечали за сортировку жителей и партизан, а также тех, кто активно помогал партизанам. Число раненых, пропавших без вести и погибших можно только оценить только приблизительно. Фашисты своих погибших, если их нашли, перевозили в деревни. В Валаской-Белой очевидцы вспоминали, что фашисты перевозили только погибших немцев. Раненых партизан либо расстреливали на месте, либо отвозили в гестапо на допрос. В Бановце-над-Бебравоу помощь гестапо во время допросов оказывал Чрезвычайный отряд охраны глинковской гвардии (ЧОГГ) под названием Шипка. Это привело к массовым захоронениям, будь то захоронения жертв расовых преследований или партизан и их помощников, таких как в Цибиславке у Бановце-над-Бебравоу с 35 погибшими или Кшинна-Павле-Ярок с 31 погибшим. После переброски основных сил бригады в район Иновца продолжалось преследование партизан фашистскими войсками, окружающими горный массив Поважский Иновец. Штаб бригады с двумя батальонами отошел сначала в Трибечские горы, затем на Втачник и вернулся в Стражовские горы в январе 1945 года. Из-за провала карательной операции и в Стражовских горах, фашисты нанесли ответный удар по горным селам под Иновцом, в частности Сельца, Златники и Цименной, жителей которых бросили в концлагеря, откуда многие уже не вернулись. Из деревни Селец 30 ноября 1944 года в концлагерь отправили 120 мужчин, сначала их отвезли в деревню Бецков, потом 65 человек отправили в концлагерь в Середь, а оттуда 19 дeкaбря 1944 в товарных вагонах через город Жилина депортировали в Заксенхаузен, куда из Словакии отправили в общей сложности 944 человек, из них 48 жителей деревни Селец. Из этих 48 человек 42 человека погибло. Согласно сведениям, полученным для музея ПБЯЖ о погибших, расстрелянных и умерших от пыток партизанах, солдатах и помощниках партизан во время СНВ 1944—1945 годов, в районах Тренчин и Бановце-над-Бебравоу в этот период было убито около 500 человек (см.  Архивная копия от 21 июня 2020 на Wayback Machine).
К самым дерзким операциям бригады относится организация побега 160 французов с оружейного завода в Дубнице к партизанам 6 февраля 1945 года, в результате которого на заводе прекратилось производство авиационных двигателей. Их командирами были лейтенант Пьер Бернио и лейтенант Картал. Командование бригады после прибытия в Стражовские горы рассмотрело ситуацию и на хуторе Буковец в Валаской-Белой приняло решение переформировать бригаду в более мелкие подразделения. Из бригады была выделена отдельная бригада Суворов, которая была переброшена в направлении Моравии, но из-за для сильной немецкой обороны вернулась и воевала в Раецкой долине. 9-й батальон вернулся в Кшинну, 8-й батальон в Меиезговце, а другие отряды отправились через Гапель — Чичманы — Раецку-Лесну (Фривальд) — Валчу, в Нецпальскую долину около города Мартин, где они продолжили свою партизанскую деятельность вплоть до освобождения. Они проводили диверсионные операции, такие как уничтожение бронетранспортера непосредственно в немецком гарнизоне в Правотице, осуществленное ротой из Миезговце. В общей сложности было проведено 28 диверсионных операций. Партизаны собирали информацию о оборонительных сооружениях немецкой армии, помогали разведывательным частям Красной армии и участвовали вместе с Красной армией и Румынской королевской армией в боях за освобождение города Бановце-над-Бебравоу.

## Переход через фронт и объединение с Красной армией и Румынской королевской армией
Одиннадцатый батальон под командованием Василя Станка прошел через Доновалы по направлению на Калиште, где влился в партизанское сопротивление. Во время вторжения в Калиште 11 декабря 1944 года была тяжело ранена Елена Хутькова, единственная из трех сестер Хутьковых, которая присоединилась к СНВ и дождалась освобождения. 11 марта 1945 года батальон с боями пробился в район Подбрезова в расположение румынской армии. Члены батальона были позднее переведены в состав в 1-й Чехословацкий армейский корпус и участвовали в боях за освобождение Чехословакии в его составе до конца Второй мировой войны.
Город Бановце-над-Бебравоу был установлен в качестве пункта сбора для всех подразделений ПБЯЖ. Сюда после освобождения города 5 апреля постепенно подтянулись: 10-й батальон Владимира Жалмана в количестве 175 человек, 2 батальона Франтишка Горника в количестве 56 человек, 9-й батальон Имриха Мюллера в количестве 111 мужчин и 4 женщин, из которых было 36 француза, 4 венгра, 3 немца и 30 власовцев, 8-й батальон Михала Масарика в количестве 45 человек, отряд из 40 человек Вавринца Киселицы, отряд из 30 человек Яна Шимка, другие партизанские отряды: отряд из 150 человек Василия Станка, отряд из 54 человек Пашки, отряд из 55 человек Яна Билека. Недалеко от этого города подразделения партизан присоединились к подразделениям Красной армии и Румынской королевской армии.
В городе Бановце-над-Бебравоу и в городе Чадца Красной армии было передано следующее снаряжение: 2 танковых пулемета, 24 ручных пулемета, 3 автомата, 141 винтовка, 148 гранат, 14 тысяч патронов и 122 магазина для пулеметов.
После освобождения городов и деревень из партизан были сформированы отряды Национальной милиции, которые обеспечивали порядок при сотрудничестве с подразделениями освободителей. На территории тренчинского района в боях погибло 1255 солдат Красной армии, 1380 солдат Румынской королевской армии и 174 местных жителей. На территории тогдашнего района Бановце-над-Бебравоу погибло 27 солдат Красной армии, 56 солдат Румынской королевской армии.

## Памятник Словацкого национального восстания на Янковом вршку у города Угровец
Это символ героизма и славы, благодарность всем, кто боролся за нашу свободу, память погибших героев, которые в борьбе с фашизмом принесли в жертву самое ценное — свою жизнь. Памятник был возведен в 1946—1951 г.г. Авторами проекта были академический скульптор Йозеф Поспишил и выдающийся словацкий межвоенный архитектор-авангардист Артур Шлезингер — Слатинский. Инвестором был районное отделение Союза словацких партизан, председатель Кирилл Држинек. В возведении памятника участвовали жители окрестных деревень, прямые участники СНВ и добровольцы из Моравии и Чехии.
Памятник был торжественно открыт в день празднования СНВ в 1951 году. Комплекс состоит из памятника, символического кладбища, природного амфитеатра и комплекса партизанских бункеров. Каждый год возле памятника проходят торжества, посвященные празднованию СНВ.
Подготовлено в соответствии с экспозицией Музея партизанской бригады Яна Жижки. Адрес экспозиции музея:
Bánovce nad Bebravou, ul.A. Hlinku 21, Словацкая Республика, GPS: 48°43’2.0496935» N 18°15’48.73209" E

## Передвижение штаба ПБЯЖ в период с 22 ноября 1944 года до 10 апреля 1945 года
Штаб двигался по указанным трассам в количестве от 200 до 400 партизан в зимних условиях
| номер дороги | Дата                | Трасса похода(1) | длина в км(2) | часов (3) |
| ------------ | ------------------- | --- | ------------- | --------- |
| 11           | 22.-24.11.1944      | Омастина хутора — Черный верх — Рокош — Острый врх — Миезговце — Рыбаны — река Бебрава — Борчаны | 31,6          | 12,72     |
| 11a          | 24.11.1944          | на подводах Златники — Кулгань |               |           |
| 12           | 25.11.1944          | Кулгань — Духонка- Панска Яворина (Поважский Иновец) | 13,6          | 7,53      |
| 13           | 26.11.1944          | Панска Яворина — лесная сторожка (Папиерна) у Бойней | 15,6          | 6,37      |
| 14           | 27.11. — 28.11.1944 | Бойна — река Нитра — Коварце (горный массив Трибеч) — лесная сторожка (4 км от Коварце) | 28,6          | 11,84     |
| 15           | 28.11.1944          | лесная сторожка Коварце — лесная сторожка Клячаны | 8,05          | 3,98      |
| 16           | 30.11.1944          | лесная сторожка Клячаны — лесная сторожка Пиески | 8,33          | 3,75      |
| 17           | 1.12.1944           | Пиески — лесная сторожка у Михалика (4 км от Пиески) | 5,1           | 2,30      |
| 18           | 3.12.1944           | лесная сторожка у Михалика (4 км от Пиески) — Златно — лесная сторожка Клячаны | 14,5          | 6,24      |
| 19           | 7.12.1944           | лесная сторожка Клячаны — Златно — Скицов (лесная сторожка) | 14            | 6,31      |
| 20           | 8.12.1944           | Скицов (лесная сторожка)- Брезова | 13,2          | 5,72      |
| 21           | 12.12.1944          | Брезова — направление Осланы — лесная сторожка Церова и далее по направлению к Радобица — хутор Штиефлее — через дорогу — хутор Банска — Максовцы — Ишток — Кляк — сторожка На Скуратке (горный массив Втачник) | 29,1          | 14,86     |
| 22           | 17.12.1944          | Иванов салаш (только часть, штаб остался На Скуратке) | 2,1           | 0,70      |
| 23           | 22.1.1945           | На Скуратке — (переход в Стражовские горы) — река Нитра — Халмова | 24            | 10,23     |
| 24           | 23.1.-24.1.1945     | Халмова — Дворники-над-Нитрисоу — Горне-Вестенице — Угровске-Подградие — Кшинна (Раковец) | 25,3          | 12,86     |
| 25           | 25.1.1945           | Раковец — Угровске-Подградие — Омастина-Лазы | 8,7           | 3,70      |
| 26           | 26.1.1945           | Омастина-Лазы — хутор Длге (Завада-под-Черным-врхом) | 17            | 8,60      |
| 27           | 27.1.-30.1.1945     | хутор Длге (Завада-под-Черным-врхом) — хутор Цыганиковцы (у Валаской-Белой) | 9,4           | 4,36      |
| 27a          | 30.1-2.2.1945       | хутор Цыганиковцы — хутор Буковец | 1,9           | 1,20      |
| 28           | 9.2.1945            | хутор Буковец — Гапель — Чичманы | 19            | 8,54      |
| 29           | 10.2.1945           | Чичманы — Фачков | 10            | 3,57      |
| 30           | 11.2.1945           | Фачков — долина у Валчи | 27,3          | 13,19     |
| 31           | 15.2.1945           | долина у Валчи — двор Брчна | 4,9           | 1,87      |
| 32           | 21.-22.2.1945       | Брчна — Фривальд (Раецка Лесна) — Садочне — Предгорье у Пружины — Чичманы | 44,1          | 19,66     |
| 33           | 23.2.1945           | Чичманы — Гапель | 7,5           | 3,21      |
| 34           | 1.3.1945            | Гапель через Чичманы до одинокой сторожки | 10,2          | 4,94      |
| 35           | 2.3.1945            | Чичманы лесная сторожка — Фривальд (Раецка Лесна) | 17            | 6,09      |
| 36           | 3.-4.3.1945         | Раецка Лесна — река Туриец — Фолкушова (Велька Фатра) | 28,3          | 11,75     |
| 37           | 8.3.1945            | Фолкушова — Нецпалы — бункеры в Нецпальской долине | 15            | 7,57      |
| 38           | 7.4.1945            | бункеры в Нецпальской долине — Фолкушова — лесная сторожка в Гадерской долине | 21            | 10,22     |
| 39           | 10.4. 1945          | лесная сторожка в Гадерской долине — (Турчианска) Блатница — завершение боевой деятельности | 8,3           | 3,19      |

Обозначения:
(1) Исходные точки, точки на трассе и цели марш-бросков обрабатываются в соответствии с примечаниями командира бригады Теодора Пола мгр.м Милан Пола. Предполагаемые трассы нанесены на карты в Музее ПБЯЖ.
(2) это оценка длины маршрута в соответствии с дорогами и тропами туристической карты и карты Национального лесного центра в Зволене
(3) это информационная оценка времени в соответствии с предполагаемыми трассами марш-бросков согласно туристской практике, принимая во внимание возвышение

## Организация и численность Союза чехословацких партизанских батальонов и отрядов Яна Жижки
| Дата       | кол-во отрядов | Всего |              |           |         |  | Национальность |      |             |        |       |          |                        |       |
| ---------- | -------------- | ----- | ------------ | --------- | ------- |  | -------------- | ---- | ----------- | ------ | ----- | -------- | ---------------------- | ----- |
|            |                | люди  | командование | партизаны | пленные |  | словаки        | чехи | народы СССР | венгры | немцы | французы | американцы и англичане | Всего |
| 29.8.1944  | 1              | 19    | 5            | 14        | 0       |  | 11             | 3    | 5           | 0      | 0     |          |                        | 19    |
| 30.9.1944  | 8              | 496   | 25           | 471       | 0       |  | 362            | 60   | 46          | 0      | 0     |          | 28                     | 496   |
| 25.10.1944 | 8              | 711   | 25           | 686       | 2       |  | 546            | 90   | 74          | 0      | 1     |          |                        | 711   |
| 21.11.1944 | 11             | 1590  | 30           | 1560      | 5       |  | 1288           | 164  | 130         | 0      | 8     |          |                        | 1590  |
| 15.12.1944 | 8              | 700   | 27           | 673       | 0       |  | 468            | 125  | 95          | 0      | 9     |          | 3                      | 700   |
| 10.1.1945  | 8              | 705   | 27           | 678       | 85      |  | 468            | 125  | 95          | 5      | 9     |          | 3                      | 705   |
| 3.2.1945   | 9              | 785   | 29           | 756       | 15      |  | 498            | 115  | 149         | 0      | 10    | 10       | 3                      | 785   |
| 10.3.1945  | 7              | 680   | 21           | 659       | 22      |  | 329            | 85   | 81          | 0      | 5     | 180      | 3                      | 683   |
| 10.4.1945  | 9              | 678   | 27           | 651       | 75      |  | 427            | 85   | 116         | 0      | 9     | 38       | 3                      | 678   |

Источник: Пола, Касчак, Крпец: Об организации, ситуации и боевой деятельности Союза чехословацких партизанских подразделений «Яна Жижки» под командованием командира Союза партизанских подразделений т. Пола Теодора Йозефовича, комиссара Касчака Штефана Ивановича, Героя Советского Союза, начальника штаба капитана Клокова Всеволода Ивановича, в период с 28 августа 1944 года по 10 мая 1945 года. VHA, ABS, SABY